# Hako Yamasaki
Hako Yamasaki (山崎 ハコ, Yamasaki Hako - födelsenamn: 山崎 初子, Yamasaki Hatsuko), född 18 maj 1957 i Hita, Ōita prefektur, är en japansk folkmusiker och skådespelerska.
Hennes artistnamn "Hako" (ハコ) är ett smeknamn från när hon var barn, och en förkortning av hennes förnamn "Hatsuko" (初子)

## Biografi

### Före debuten
Hako Yamasaki föddes i staden Hita i Ōita prefektur. Hennes familj, som bestod av farföräldrar, föräldrar samt en storebror, ägde risfält och var deltidsjordbrukare. Hennes far jobbade på ett postkontor. Det sägs att det var Hakos musikinterreserade bror som fick henne att börja lyssna på skivor och spela gitarr. Eftersom hennes föräldrar flyttade till Yokohama i förväg, bodde hon kvar med sin farmor i Hita tills hon gick ut grundskolan. Om anledningen till föräldrarnas flytt berättade hon i en intervju att "Eftersom den lilla restaurangen som min mor skötte inte gick bra så fick de åka iväg och förlita sig på min storebror som arbetade deltid på tunnelbansbygge i Yokohama."
Efter att ha gått ut grundskolan i april 1973 flyttade även hon till Yokohama där föräldrarna bodde, och började gå på gymnasiet vid "Yokohama Gakuen Kōtō-Gakkō". Vid samma skola började hon delta i musiktävlingar och i andra årskurs i november 1974 ställde hon upp för och vann "JOINUS Folk Competition". I samband med detta blev hon upptäckt av den lokala musikproducenten Tomio Hoshino och blev i april 1975 upplockad av hans musikagentur "New Sound" i Yokohama. Hako var då fortfarande gymnasiestudent.
"New Sound" bytte senare namn till "Sound Port", och sen "Sound Ship" för att slutligen bli "IMADOKI" 1989. Samma år var agenturen ansvarig för musikevenemangen vid "YOKOHAMA EXOTIC SHOWCASE '89". Även Kei Ishiguro och Nae Yūki, som likt Yamasaki hade blivit upptäckta vid "JOINUS Folk Competition", tillhörde agenturen. Machiko Watanabe deltog också i "JOINUS Folk Competition" innan hennes debut.
Samma år, 1975, skrev Hako kontrakt med skivbolaget Elec Records som specialiserade sig på folkmusik. Hon valde sedan ut och spelade in några av de nästan 50 låtarna som hon redan hade skrivit. Den 1 oktober släpptes hennes första album "Tobimasu" (飛・び・ま・す), och därmed hade hon 18 år gammal gjort debut. Hennes debutkonsert hölls 26 september vid Yokohama Stads Utbildning- och Kulturcenter.
I slutet av 1975 uppträdde hon på TBS Radios musikprogram "Puck In Music" där Yoshio Hayashi var DJ. I december samma år spelade hon tillsammans med Yumi Arai och Seri Ishikawa på "Dai Ikkai Puck Matsuri" som anordnades i TBS Hall. Programmet introducerade även Yumi Arais debutlåt "Henji wa Iranai" (返事はいらない), och är känt för att ha bidragit till att göra hennes första album "Hikōki-gumo" (ひこうき雲) en hit.
Yamasaki var redan före sin debut sjuklig, och hade under en tid lidit av kronisk pankreatit vilket belastade hennes bukspottkörtel. Hon kunde därmed varken röka, dricka alkohol eller kaffe. På grund av detta sa Hoshino, ägaren av musikbyrån "IMADOKI", som hon hade tillhört sedan debuten, att han valde att inte släppa singlar en efter en och sikta på en hitlåt för att undvika att belasta henne.

### Under folkboomen
1976, ett år efter debuten, släppte hon sitt andra album "Tsunawatari" (綱渡り), men den 16 juli gick Elec Records i konkurs. Hon gick då över till Canyon Records (nuvarande Pony Canyon) och släppte genom dem sitt tredje album "Aiiro no Uta" (藍色の詩). Sedan dess och fram till hennes album "Tessen no Hana" (てっせんの花) från 1984 släppte hon sin musik genom Canyon.
Med sina sorgsna och allvarsamma sånger ackompanjerade av hennes westerngitarr berättade hon om kvinnors känslor och förbittringar och lyckades samla en entusiastisk fanbas. I texterna använde hon sig ofta av Kyūshū-dialekt, och många låtar är baserade på traditionella sånger från olika delar av Japan, eller innehåller referenser till hennes hemtrakter kring Ōita i Kyūshū eller Yokohama i Kanagawa. Med hennes låga och uttrycksfulla röst, samt mörka och skarpa samhällsbetraktande texter blev hon kring sin debut kallad för Miyuki Nakajimas rival.
Från april 1979 till mars 1980 var hon DJ för Nippon Broadcasting Systems program "All Night Nippon" under andra delen av tisdagssändningarna. Hon kallades "midnattssändningens Madonna".
Hon skrev även musik till filmer, av vilka den första var skräckfilmen "Jigoku" (地獄) från 1979 där hon var ansvarig för temalåten "Kokoro dake Aishite" (心だけ愛して) samt bakgrundslåten "Kyōdai Shinjū" (きょうだい心中). De två låtarna släpptes som singlar, men eftersom "Kyōdai Shinjū" handlade om incest mellan två syskon förbjöds den att sändas på radio (även om texten inte var Yamasakis egen, utan var baserad på en traditionell sång från västra Japan).
1981 var hon ansvarig för musiken till filmen "Seishun no Mon" (青春の門) baserad på romanen av Hiroyuki Itsuki, som utspelades i ett kolgruveområde på Kyūshū. Temalåten "Orie no Uta" (織江の唄) (med text av Hiroyuki Itsuki) blev en hit. 1984 skrev hon temalåten till Hong Kong-filmen "Boat People" regisserad av Ann Hui vilken handlade om båtflyktingar som tvingades ut ur sitt hemland under Vietnamkriget (producerad 1982, släppt i Japan 1984). 1990 var hon även ansvarig för musikproduktionen för filmen "Ambiguous Me" (曖・昧・Me) där Nae Yūki som också tillhörde musikagenturen "IMADOKI" spelade huvudrollen.
Vid tiden för utgivningen av albumet "Gensō Ryokō II" (幻想旅行II) (1982) hade varje släppt LP sålt 50 000 exemplar.

### Agenturen går i konkurs
Men efter 1980-talet gick folkboomen över. Med vänster- och studentrörelsernas avtagande blev den starkt politicerade "Protest Folken" omodern, och under högkonjunkturen började "Yojōhan Folk" (som handlar om ren kärlek under fattiga förhållanden) ses som töntigt. I en tid då "nekura neaka" (dyster, munter) blev modeord började Yamasakis låtar kallas dystra och skivförsäljningen stagnerade. Komiker såsom Tamori började till och med att använda Yamasakis musik för att skämta om "mörka, läskiga" låtar.
1985 gick hon över till Polydor (numera Universal Music) och släppte albumet "Hikaru Yume" (光る夢). Livealbumet "Watashi no Shiawase" (私の幸せ) som kom ut i november 1986 var det sista av fyra album som hon släppte genom Polydor. Uttalandet från agenturen innan spelningen att man ville "efterlämna hennes sista uppträdande i form av ett livealbum" antydde att hon skulle sluta som artist.
Efter ett treårigt uppehåll gick hon över till Taurus Records 1990 (nuvarande Universal Music) och släppte två album, inklusive "SA・SU・GA". Från omkring den här tiden började hon ändra sin image. Folk-stilen som hade använts fram till dess blev mer bluesig, och melodierna samt skivomslagen fick en mer urban betoning.
Följande året gick hon över till BMG Victor (album från 1994 och framåt släpptes genom Victor). 1994 blev hon tilldelad pris för hennes första coveralbum "Ohako" (十八番) av Japan Record Awards. 1995 släpptes hennes första omtolknings-album, "Hako no Okaho" (ハコのお箱).
1991, efter att ha blivit vän med skådespelerskan Eri Watanabe, började hon agera som scenskådespelerska och medverkade i pjäser av gruppen "Gekidan Sanjū-maru" (劇団3○○) som leddes av Watanabe.
1997 sändes singeln "Wasshoi Nippon" (わっしょいニッポン) på programmet "Minna no Uta" (みんなのうた) på NHK.
Men när inspelningen började för TV-dramat "Pokeberu ga Naranakute" (ポケベルが鳴らなくて) från 1993 (Nippon TV) med Nae Yūki i huvudrollen, råkade Hoshino, ägaren av musikagenturen "IMADOKI" som Yamasaki hade varit med i sedan sin debut, ut för en allvarlig trafikolycka och blev inlagd på sjukhus. Därefter blev även Yūki utsatt för skarp kritik, och Hoshino gick in i väggen. Som ett resultat av detta gick "IMADOKI" i konkurs 1998, och Yamasaki blev frilansare. Enligt Hoshino hade Kei Ishiguro redan lämnat agenturen mellan 1986 och 1987, och Yamasaki och Yūki var inskrivna vid tidpunkten för konkursen.

### 2000-talet och framåt
Yamasaki har sagt det följande om konkursen i bl.a. intervjuer: "En tid efter agenturens konkurs var jag utfattig och levde näst intill som hemlös ... För att försörja mig fick jag börja deltidsjobba med a diska på kinarestauranger". Hon berättar även att "Jag kände inte ens till att jag hade royalties innan agenturen gick i konkurs, men nu blev jag plötsligt tvungen att hantera hela administreringen på egen hand ... I 22 år hade jag bara gjort vad agenturen sade åt mig, men jag hade inte fått några royalties alls, och i slutänden lämnade ägaren bara kvar 1 000 yen på mitt bankkonto". Slutligen erinrar hon att "På restaurangen där jag jobbade hörde jag ibland någon av mina låtar på radion vilket fick mig att inse att jag måste sjunga och att bestämma mig för att göra comeback som artist". På grund av detta lyckades hon 2008 göra full comeback och släppte låten "BEATLE" genom Nippon Columbia.
Men enligt Yamasakis officiella webbplats fortsatte hon sina musikaktiviteter under denna tiden. 2000 var hon ansvarig för signaturmelodin till TBS Televisions TV-drama "At Home" (あっとほーむ), och släppte tillsammans med Shigeru Muroi singeln "Kibō" (希望) genom EMI Music Japan. 2001 släpptes även opublicerade demoinspelningar som hon hade gjort innan sin debut med skivan "Tobimasu ... 17 Sai" (飛びます…17歳), samt ett tvåskivors samlingsalbum "Dear My Songs Yamasaki Hako Best" (Dear My Songs 山崎ハコ・ベスト).
Yamasaki levde länge som ungmö men 2001 gifte hon sig med gitarristen Hiromi Yasuda (från Otaru, Hokkaidō) som hon hade samarbetat med i sin låtskrivning. Efter giftermålet fortsatte de att ha ett gott partnerskap både yrkesmässigt och privat och flyttade sin verksamhet från Yokohama där de alltid varit baserade till Tokyo.
2002 släppte hon maxisingeln "Yasashii Uta" (やさしい歌) genom Tokuma Japan Communications. I juli samma år framträdde hon som sig själv i animen Chibi Maruko-chan (ちびまる子ちゃん), och blev därmed känd även bland en yngre generation som inte levde vid hennes debut på 70-talet. 
För att fira 30-årsjubileet av hennes debut höll hon från 2005 till 2006 konserter i hela landet. 2006 släpptes samlingsalbumet "Utaitai no" (歌いたいの) samt ett jubileumsalbum, och "Tessen no Komoriuta" (てっせん子守歌) från LP-skivan "Tessen no Hana" (てっせんの花) släpptes som CD-singel. I slutet av samma år sändes en konsert i musikprogrammet "Folk no Tatsujin" (フォークの達人) på NHK BS2, vilket väckte ny uppmärksamhet.
Jubileumsalbumet "Mi Ha Pyō" (未・発・表) släpptes 4 november 2009 inför hennes 35-årsjubileum året därpå. 2014 återutgavs hennes tidiga skrivor från Pony Canyon i CD-format. Sedan dess har hon fortsatt att ge ut musik och hålla konserter i "live houses" runtom i Japan, och har vid sidan av sin musikkarriär hållit på med diverse projekt som att skriva essäer. 2020 markerade 45-årsjubileet för hennes debut.
Den 6 juli 2020 dog hennes man Hiromi Yasuda i tjocktarmscancer.

## Diskografi

### Singlar
- 1978 - A: 流れ酔い唄 (Nagare Yoi Uta) B: 桧原ふるさと (Hinohara Furusato)
- 1979 - A: 地獄「心だけ愛して」(Jigoku - Kokoro Dake Aishite) B: きょうだい心中 (Kyōdai Shinjū)
- 1979 - A: ララバイ横須賀 (Lullaby Yokosuka) B: 織江の唄 (Orie no Uta)
- 1980 - A: 男のウ井スキー (Otoko no Whisky) B: 旅の人 (Tabi no Hito)
- 1981 - A: 織江の唄 (Orie no Uta) B: 道を探せ (Michi wo Sagase)
- 1982 - A: 幻想旅行 (Gensō Ryokō) B: ばいばいことば (Bye Bye Kotoba)
- 1983 - A: 雨に唄えない (Ame ni Utaenai) B: ヨコハマ・アンバランス (Yokohama Unbalance)
- 1983 - A: 風の歌 (Kaze no Uta) B: 今日はなんだか (Kyō wa Nandaka)
- 1983 - A: 町よ (Machi yo) B: てっせん子守唄 (Tessen Komoriuta)
- 1985 - A: テル・ア・ライ (Tell a Lie) B: 挨拶 (Aisatsu)
- 1990 - 1: ANOU 2: 霧の朝 (Kiri no Asa)
- 1990 - 1: 気分を変えて (Kibun wo Kaete) 2: サヨナラの鐘 (Sayonara no Kane)
- 1992 - 1: 蛍 (Hotaru) 2: HOLIDAY
- 1993 - 1: アカシアの雨がやむとき (Acacia no Ame ga Yamu Toki) 2: 今夜は踊ろう (Konya wa Odorō)
- 1995 - 1: 私が生まれた日 (Watashi ga Umareta Hi) 2: 天使の微笑み (Tenshi no Hohoemi)
- 1997 - 1: たどりついたらいつも雨ふり (Tadoritsuitara Itsumo Ame Furi) 2: 夕陽が泣いている (Yuuhi ga Naiteiru)
- 1997 - 1: わっしょいニッポン (Nesshoi Nippon) 2: 日本小町 (Nippon Komachi)
- 1997 - 1: たずね人 -冒険者- (Tazunebito - Bōkensha - ) 2: 夕陽に赤とんぼ (Yūhi ni Akatonba)
- 2002 - 1: やさしい歌 (Yasashii Uta)  2: 天の川で (Amanogawa de) 3: 流氷岬 (Ryūhyō)
- 2004 - 1: 刹那の夢 (Setsuna no Yume) 2: 稲の花 (Ine no Hana) 3: 刹那の夢 〜劇場Version〜 (Setsuna no Yume - Gekijō Version -)
- 2006 - 1: てっせん子守唄 (Tessen Komoriuta) 2: ララバイ横浜 (Lullaby Yokohama) 3: 海かがみ (Umi Kagami)
- 2008 - 1: BEETLE 2: SŌDASUI
- 2011 - 1: あなたの声 (Anata no Koe 2: おらだのふるさと (Orada no Furusato)

### Duettsinglar
- 2000 - 1: 希望 (Kibō) 2: 希望 (Kibō) (Tillsammans med Shigeru Muroi)

### Icke-kommersiella singlar
- 1975 - A: 橋向こうの家 (Hashi Mukō no Ie) B: 気分を変えて (Kibun wo Kaete)
- 1976 - A: ハーモニカ吹きの男 (Hamonika Fuki no Otoko) B: ひとり唄 (Hitoriuta)
- 1977 - A: 帰ってこい (Kaete Koi) B: 二日酔 (Futsukayoi)

### Studioalbum
- 1975 - 飛・び・ま・す (Tobimasu)
- 1976 - 綱渡り (Tsunawatari)
- 1977 - 藍色の詩 (Aiiro no Uta)
- 1978 - 流れ酔い唄 (Nagare Yoi Uta)
- 1979 - 人間まがい (Ningen Magai)
- 1980 - 歩いて (Aruite)
- 1981 - 茜 (Akane)
- 1981 - 幻想旅行 (Gensō Ryokō)
- 1982 - 幻想旅行II (Gensō Ryokō II)
- 1982 - 硝子の景色 (Garasu no Keshiki)
- 1983 - 風の色 (Kaze no Iro)
- 1983 - ダージリン (Darjeeling)
- 1984 - てっせんの花 (Tessen no Hana)
- 1985 - 光る夢 (Hikaru Yume)
- 1985 - 時は流れて (Toki wa Nagarete)
- 1986 - なわとび (Nawatobi)
- 1990 - SA・SU・GA
- 1990 - 日本詩集 〜遠い町 遠い空〜 (Nihon Shishū - Tōi Machi Tōi Sora -)
- 1992 - メンフィスまで (Memphis Made)
- 1995 - 私が生まれた日 (Watashi ga Umareta Hi)
- 1996 - 唯心 (Yuishin)
- 2012 - 縁 -えにし- (En - Enishi -)
- 2014 - 歌っ子 (Utakko)
- 2016 - 私のうた (Watashi no Uta)
- 2018 - 横浜から 阿久悠未発表作品集 (Yokohama Kara Aku Yū Mihappyō Sakuhinshū)

### Minialbum
- 2001 - 飛びます…17歳 (Tobimasu ... 17 Sai)

### Coveralbum
- 1994 - 十八番 (Ohako)

### Självcover-album
- 1995 - ハコのお箱 (Hako no Ohako)
- 2009 - 未・発・表 (Mi Ha Pyō)

### Livealbum
- 1977 - 山崎ハコ ファーストライブ (Yamasaki Hako First Live)
- 1979 - 山崎ハコ ライブII 歌在りて (Yamasaki Hako Live II Uta Arite)
- 1986 - 私の幸せ (Watashi no Shiawase)
- 2013 - 山崎ハコライブセット (Yamasaki Hako Live Set)

### Samlingsalbum
- 1980 - 軌跡 (Kiseki)
- 1984 - ベスト オブ 山崎ハコ (Best of Yamasaki Hako)
- 1985 - ベストセレクション (Best Selection)
- 1985 - ザ・ベスト・オブ・山崎ハコ (The Best of Yamasaki Hako)
- 1986 - スーパーベスト (Super Best)
- 1987 - 山崎ハコ ベスト (Yamasaki Hako Best)
- 1990 - BEST
- 1992 - for your Good Days
- 1996 - 山崎ハコ ベストアルバム (Yamasaki Hako Best Album)
- 2001 - 山崎ハコ ベストコレクション Dear My Songs (Yamasaki Hako Best Collection Dear My Songs)
- 2002 - Anthology 山崎ハコ BEST (Anthology Yamasaki Hako BEST)
- 2006 - 山崎ハコ ゴールデン☆ベスト (Yamasaki Hako Golden Best)
- 2006 - 歌いたいの (Utaitai no)
- 2008 - 山崎ハコ best collection history 1975-1984 (Yamasaki Hako best collection history 1975-1984)
- 2014 - ハ・コ・で・す 1975-2014 (Ha Ko De Su 1975-2014)

### Samarbeten
- 地獄「心だけ愛して」(Jigoku - Kokoro Dake Aishite) - Signaturmelodi till filmen "Jigoku" (地獄)
- きょうだい心中 (Kyōdai Shinjū) - Soundtrack till filmen "Jigoku" (地獄)
- 織江の唄 (Orie no Uta) - Signaturmelodi till filmen "Seishun no Mon" (青春の門)
- 風の歌 (Kaze no Uta) - Signaturmelodi till filmen "Boat People" (望郷)
- 町よ (Machi yo) - Signaturmelodi till TV-dramat "Shūmatsu Dake no Koibito" (週末だけの恋人)
- 今夜は踊ろう (Konya wa Odorō) - Signaturmelodi till filmen "Ai no Shin Sekai" (愛の新世界)
- 私が生まれた日 (Watashi ga Umareta Hi) - Soundtrack till filmen "Ai no Shin Sekai" (愛の新世界)
- たどりついたらいつも雨ふり (Tadoritsuitara Itsumo Ame Furi) - Signaturmelodi till TV-dramat "Ore wa Naniwa no Manzaishi" (俺は浪花の漫才師)
- わっしょいニッポン (Wasshoi Nippon) - Till "Minna no Uta" (みんなのうた)
- たずね人 -冒険者- (Tazunebito - Bōkensha - ) - Signaturmelodi till reseprogrammet "Ii Tabi Yume Kibun" (いい旅・夢気分)
- 刹那の夢 〜劇場Version〜 (Setsuna no Yume - Gekijō Version -) - Signaturmelodi till "Mangara Moheiji" (まんがら茂平治)
- BEETLE - Signaturmelodi till filmen "Tōkyō Sōdasui" (東京ソーダ水) samt till variety-programmet "Tokumi Tsukazuo no Kandō Saikai Aitai" (徳光和夫の感動再会"逢いたい")
- SŌDASUI - Soundtrack till filmen "Tōkyō Sōdasui" (東京ソーダ水)
- あなたの声 (Anata no Koe) - Till radioprogrammet "Shinyabin no Uta" (深夜便のうた)
- おらだのふるさと (Orada no Furusato) - Jubileumslåt för samhället Shirataka i Yamagata prefektur.

## Filmografi
- 1994 - 押絵と旅する男 (Oshie to Tabi Suru Otoko) - Som röst
- 2010 - ヘヴンズ ストーリー (Heaven's Story) - Som Ayako
- 2013 - 脳男 (Nō Otoko) - Som Shimuras mor
- 2015 - グラスホッパー (Grasshopper) - Som Momo
- 2016 - 64-ロクヨン- 前編 (Rokuyon Zenpen)
- 2019 - 雪子さんの足音 (Yukiko-san no Ashioto)